# Радзивилл, Лев Людвигович
В Википедии есть также статья о дворянском роде Радзивиллы.
Князь Леон Иероним Радзивилл (пол. Leon Hieronim Radziwiłł; 27 февраля [10 марта] 1808, Варшава — 27 декабря 1884 [8 января 1885], Париж) — 11-й ординат клецкий из рода Радзивиллов, генерал от кавалерии в русской императорской армии (под именем Лев Людвигович Радзивилл).

## Биография
Родился 27 февраля (10 марта) 1808 года в Варшаве в семье князя Людвига Николая Радзивилла (старшего сына князя Михаила Иеронима) и его жены Марианны, урождённой Водзиньской.
Приходился племянником наместнику Великого герцогства Познанского князю Антонию Генриху Радзивиллу.
Получив домашнее образование, Радзивилл 7 мая 1825 года был определён цесаревичем Константином Павловичем в лейб-гвардии Гродненский гусарский полк юнкером и за отличие по службе произведён был 25 июня 1826 году в корнеты.
В 1830 году, когда в Варшаве вспыхнуло восстание, Радзивилл под выстрелами польских войск пробился к Мокотовскому полю, где находился Гродненский гусарский лейб-гвардии полк, в ту же ночь со взводом гусар напал на мятежников и после жаркой схватки взял несколько человек в плен. В русских войсках в то время был недостаток соли, и Радзивилл произвёл экспедицию в город на соляной магазин, добыв таким образом 70 бочек соли для всего отряда. При отступлении русских войск из Варшавы Радзивилл состоял при наследнике цесаревиче Константине Павловиче и вместе с ним был при переправе через Вислу под Пулавами.
За отличия в сражениях 1831 года против поляков Радзивилл был произведён в поручики; он особенно отличился в Гроховском бою, несколько раз атакуя кавалерию Ю. Хлопицкого с эскадроном гусар. Находясь в отряде князя И. Л. Шаховского, он участвовал в сражении при Остроленке против главных сил поляков, действовавших под начальством Я. Скрженецкого. В целом ряде сражений Радзивилл находился ординарцем у начальника отряда генерала Штрандмана и во время штурма и взятия Варшавы все время обращал внимание главнокомандующего своей примерной храбростью, за что и был награждён орденом Святого Владимира 4-й степени с бантом.
25 июня 1832 года поручик князь Радзивилл был назначен флигель-адъютантом к Его Императорскому Величеству; а в следующем году, 6 декабря, за отличие по службе, был произведён в штабс-ротмистры и командирован в Москву, где состоял при императоре Николае I.
В 1833 году Радзивилл обнаружил разбойничьи шайки в Минской губернии и с небольшим отрядом очистил от них губернию. В 1838 году он сопровождал императора Николая I за границу и в Варшаве получил поручение разбирать просьбы, поданные на Высочайшее имя, в 1841 и в 1842 годах снова состоял при государе во время поездок его по России, а в 1843 году ездил в Берлин с дипломатическими поручениями.
В 1844 году князь Радзивил был командирован в Гессен-Кассель, где от имени императора Николая I присутствовал на бракосочетании эрцгерцога Фридриха Гессенского с великой княжной Александрой Николаевной, а в мае месяце ездил в Лондон с дипломатическим поручением и за успешное исполнение его был произведён в полковники.

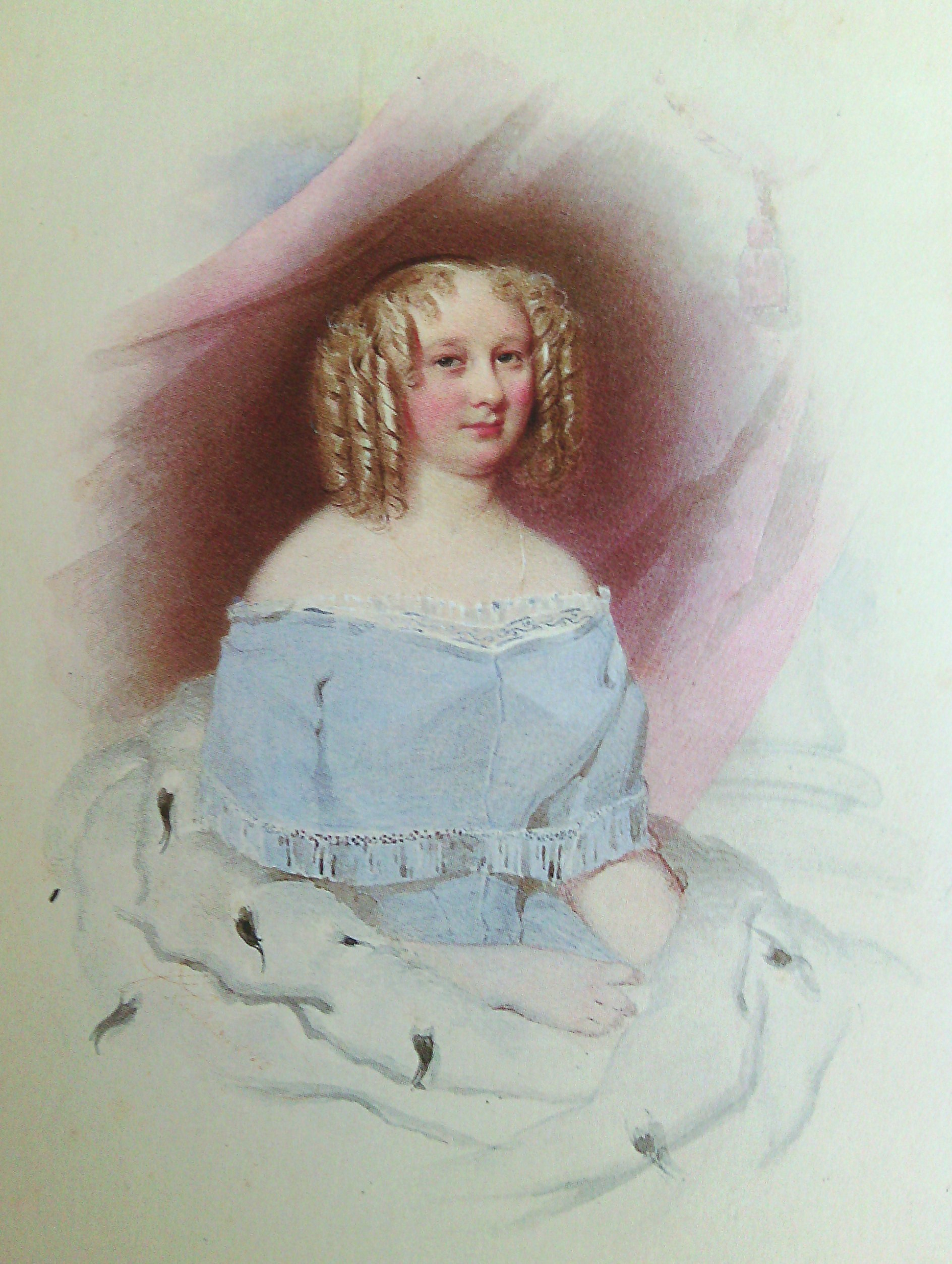
Софья Радзивилл (1848)

Во время Венгерской кампании князь Радзивилл был отправлен в Трансильванию и состоял при главнокомандующем князе И. Ф. Паскевиче, а по возвращении из похода был командирован в Константинополь с дипломатическим поручением к турецкому султану. За блестяще выполненное поручение он был 7 августа 1849 года произведён в генерал-майоры с назначением в Свиту Его Величества, награждён австрийским орденом Железной Короны 1-й степени и медалью «За усмирение Венгрии и Трансильвании».
Во время Восточной войны, в 1854 году, Радзивилл командовал 2-й резервной уланской дивизией вместо раненого во время штурма Евпатории генерала Владиславлевича, и затем в мае 1855 года командовал Сакским авангардом. За отличия, оказанные им в это время, он был 22 сентября 1855 года произведён в генерал-лейтенанты и назначен начальником уланской дивизии, а 17 ноября того же года назначен генерал-адъютантом, и в том же месяце получил командование 6-й легкой кавалерийской дивизией. 26 ноября 1854 года он был удостоен ордена Святого Георгия 4-й степени за 25 лет службы в офицерских чинах (№ 9337 по списку Григоровича — Степанова).
В 1869 году князь Радзивилл был произведён в генералы от кавалерии и зачислен в Гродненский гусарский лейб-гвардии полк.
Умер он в Париже 27 декабря 1884 года. Был похоронен в Несвиже, в фамильном склепе князей Радзивиллов.
Граф С. Д. Шереметев характеризовал Радзивилла как «шутника и забавника … известного своими выходками, заставлявшими смеяться двух самодержцев… Это — чистейший польский тип, добрый товарищ, певец-дилетант, балетоман и жуир».

## Брак и дети
Женат был князь Радзивилл на фрейлине княжне Софии Александровне Урусовой (дочери члена Государственного совета сенатора князя А. М. Урусова) и после себя не оставил потомства (не считая внебрачной дочери Леонтины 1853 года рождения от прославленной балетной примы Карлотты Гризи)

## Награды
- Орден Святого Александра Невского с мечами (17 декабря 1877 год)
- Орден Белого орла (1867 год)
- Орден Святой Анны 1-й степени (1863 год)
- Орден Святого Станислава 1-й степени с мечами (1855 год)
- Знак отличия беспорочной службы за XXV лет (1855 год)
- Орден Святого Георгия 4-й степени за 25 лет службы (26 ноября 1854 года)
- Орден Святой Анны 2-й степени (1847 год)
- Знак отличия беспорочной службы за XV лет (1846 год)
- Орден Святого Станислава 2 степени (1840 год)
- Орден Святого Владимира 4-й степени с бантом (1831 год)
- Знак отличия за военное достоинство 4-й степени (1831 год)
- Орден Железной короны 1-й степени (Австрия, 1850 год)
- Орден Золотого льва 2-й степени (Гессен-Кассель, 1844 год)
- Орден Леопольда 3-й степени (Австрия, 1835 год)
- Орден Красного орла 3-й степени (Пруссия, 1835 год)